# Brompheniramine
Brompheniramine, được bán với tên biệt dược Dimetapp cùng những tên gọi khác, là một loại thuốc kháng histamine thuộc nhóm propylamine (alkylamine). Nó có sẵn dưới dạng thuốc không kê đơn và được chỉ định để điều trị các triệu chứng của viêm mũi dị ứng và cảm lạnh thông thường, như chảy nước mũi, ngứa mắt, chảy nước mắt và hắt hơi. Nó là một thuốc kháng histamine thế hệ đầu tiên và là một trong những loại thuốc có hoạt tính kháng cholinergic cao nhất.
Thuốc được cấp bằng sáng chế vào năm 1948 và được đưa vào sử dụng y tế vào năm 1955.

## Tác dụng phụ
Tác dụng phụ của Brompheniramine đối với hệ cholinergic có thể bao gồm buồn ngủ, an thần, khô miệng, khô họng, mờ mắt và tăng nhịp tim. Nó được liệt kê là một trong những loại thuốc có hoạt tính kháng cholinergic cao nhất trong một nghiên cứu về gánh nặng kháng cholinergic, bao gồm suy giảm nhận thức lâu dài.

## Dược lý
Brompheniramine hoạt động bằng cách hoạt động như một chất đối kháng của thụ thể histamine H1. Nó cũng có chức năng như một thuốc chống cholinergic có hiệu quả vừa phải, và có khả năng là một thuốc chống động kinh tương tự như các thuốc kháng histamine thông thường khác như diphenhydramine.
Brompheniramine được chuyển hóa bởi cytochrom P450s.
Các thuốc kháng histamine được halogen hóa tất cả các chất đồng phân quang học và các sản phẩm brompheniramine có chứa rompemia brompheniramine maleate trong khi dexbrompheniramine (Drixoral) là chất đồng phân lập thể thuận phải.

## Hóa học
Brompheniramine là một phần của một loạt các thuốc kháng histamine bao gồm pheniramine (Naphcon) và các dẫn xuất halogen của nó và các loại khác bao gồm fluorpheniramine, chlorpheniramine, dexchlorpheniramine (Polaramine), triprolidine (Actifed) và iodopheniramine. Các thuốc kháng histamine được halogen hóa tất cả các chất đồng phân quang học và các sản phẩm brompheniramine có chứa malompe brompheniramine maleate trong khi dexbrompheniramine (Drixoral) là đồng phân lập thể dextrorotary thuận phải.
Brompheniramine là một chất tương tự của chlorpheniramine. Sự khác biệt duy nhất là nguyên tử clo trong vòng benzen được thay thế bằng nguyên tử brom. Nó cũng được tổng hợp theo cách tương tự.

## Lịch sử
Dựa trên kiến thức này, Arvid Carlsson và các đồng nghiệp của ông, làm việc tại công ty Thụy Điển Astra AB, đã có thể tạo ra chất ức chế tái hấp thu serotonin có chọn lọc trên thị trường, zimelidine, từ brompheniramine.

## Tên gọi
Biệt dược bao gồm Bromfed, Dimetapp, Bromfenex, Dimetane, BPN, Lodrane, thường được bán trên thị trường dưới dạng muối brompheniramine maleate.